# Confraternita dei santi Cirillo e Metodio
La Confraternita dei santi Cirillo e Metodio (in ucraino Кирило-Мефодіївське братство?, Kyrylo-Mefodiïvs'ke bratstvo) fu un'organizzazione politica segreta presente a Kiev, in Ucraina, ai tempi dell'Impero russo. Fondata nel dicembre  1845 o nel gennaio 1846, la Confraternita fu rapidamente soppressa dal governo zarista nel marzo del 1847 e la maggior parte dei suoi membri fu punita con la prigione o l'esilio.
L'obiettivo principale dell'organizzazione era la liberalizzazione del tessuto politico e sociale della Russia imperiale, in accordo con i principi cristiani e slavofili in voga tra l'intelligencija liberale del paese.
Creata su iniziativa di Nikolaj Ivanovič Kostomarov, un famoso storico ucraino, la società fu così chiamata in onore dei santi Cirillo e Metodio, considerati dal pensiero popolare come eroi e protettori delle nazioni slave e celebrati per la cristianizzazione dell'area e l'introduzione in Russia e Ucraina dell'alfabeto cirillico.
Tra gli obiettivi della Confraternita vi erano inoltre l'abolizione della servitù della gleba, l'ampliamento delle possibilità di accesso all'istruzione pubblica e la trasformazione politica dell'impero in una Confederazione di popoli slavi, nella quale l'etnia russa avrebbe cessato di svolgere un ruolo egemonico ma sarebbe stata considerata eguale alle altre nazioni.
Il metodo attraverso cui arrivare a questi fini, descritti nelle opere scritte dallo stesso Kostomarov Knyha buttja ukraïns'koho narodu ("Libro della Genesi del popolo ucraino") e Statut Kyrylo-Mefodiïvs'koho tovarystva ("Lo Statuto della Società dei Santi Cirillo e Metodio."), non era tuttavia condiviso da tutti i partecipanti.
Mentre alcuni proponevano l'attuazione dello Statuto attraverso riforme graduali, altri, influenzati dal romanticismo europeo, vedevano nella rivoluzione l'unico strumento attuabile.
Tra i membri si possono citare Pantelejmon Kuliš, Heorhij Andruz'kyj, Vasyl' Bilozers'kyj, Mykola Hulak, Opanas Markovyč, Oleksandr Navroc'kyj, Oleksij Petrov, Ivan Posjada, Dmytro Pyl'čykov, Mykola Savyč e, anche se solo ultimamente gli storiografi sono riusciti a rivelare la sua reale appartenenza, Taras Hryhorovyč Ševčenko il quale fu considerato parte dell'organizzazione a causa sia della sua familiarità con alcuni dei suoi membri sia di alcune opere di spiccato contenuto liberale, trovate nel suo alloggio dopo una perquisizione.